# Sofía Viacava
Sofía Viacava Canessa (n. Santiago de Chile, octubre de 1987) es una concursante de belleza y modelo de alta costura chilena. Viacava fue coronada como Miss Continente Americano Chile el 17 de julio de 2010, por MissModel. después de terminar como primera finalista de Miss Tierra.
Como modelo, Viacava ha trabajado tanto en pista y en fotografías de moda, participando en desfiles como el Fashion Week de Chile.
- Datos: Q6131279